# Oblastní rada Ramat ha-Negev
Oblastní rada Ramat ha-Negev nebo Oblastní rada Ramat Negev (hebrejsky מועצה אזורית רמת נגב, Mo'aca azorit Ramat Negev, doslova „Oblastní rada Negevské výšiny“) je oblastní rada (jednotka územní správy a samosprávy) v Jižním distriktu v Izraeli.
Rozkládá se v centrální části Negevské pouště, jižně a jihozápadně od města Beerševa. Jde o aridní oblast se zvlněným terénem, kterým prostupují četná vádí (například Nachal Nicana, Nachal Ezuz, Nachal Revivim nebo Nachal Besor). Severozápadní sektor oblastní rady vyplňuje zcela suchá oblast písečných dun Cholot Chaluca. Západní hranicí oblastní rady je mezinárodní hranice mezi Izraelem a Egyptem. Plocha Oblastní rady Ramat ha-Negev dosahuje 4300 kilometrů čtverečních a jde tak o územně nejrozsáhlejší oblastní radu v Izraeli.

## Cestovní ruch

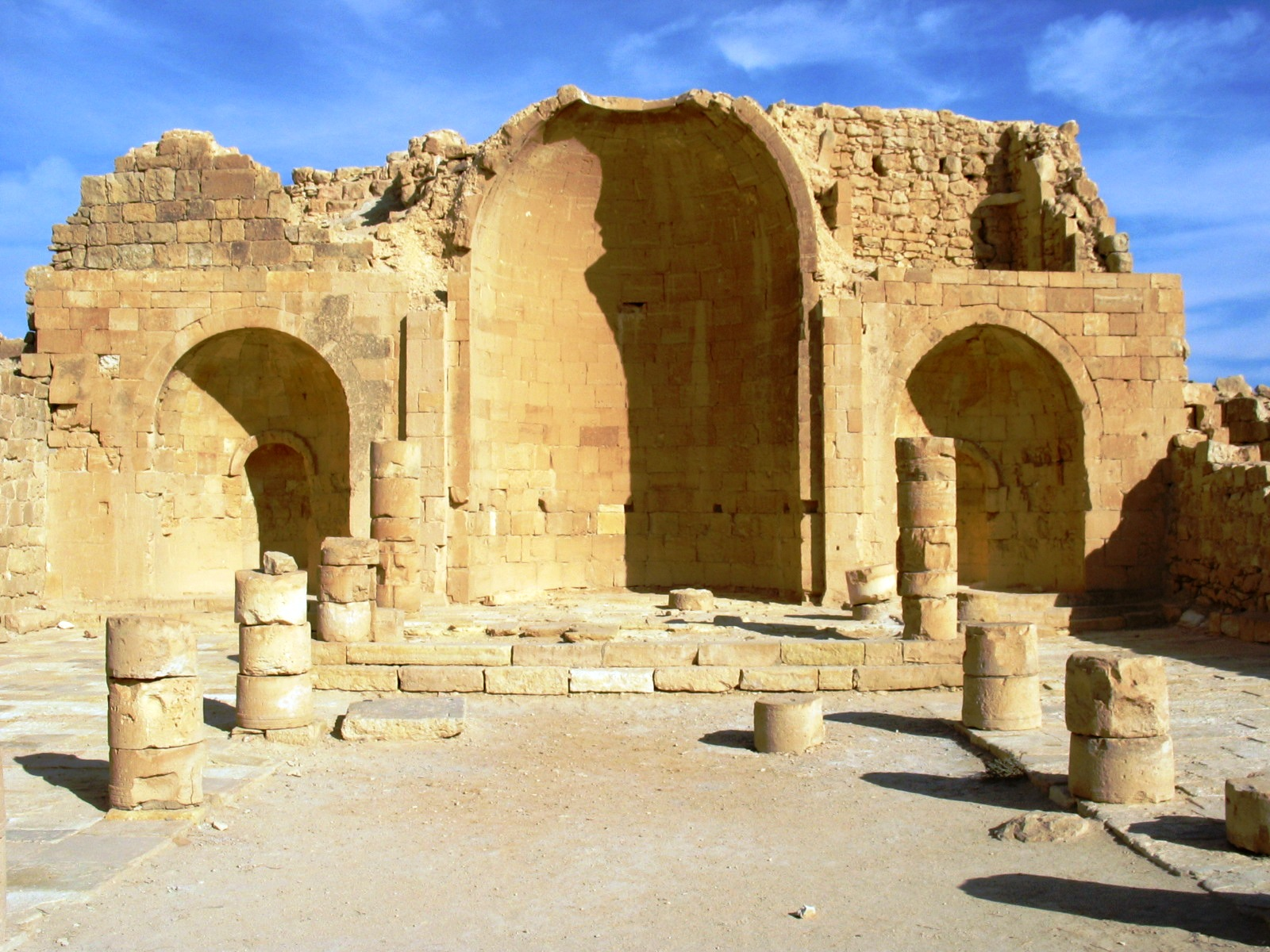
Na území oblastní rady se nachází mnoho turisticky atraktivních lokalit, jako například ruiny kostela ve starověkém městě Šivta, jež je jedním z měst kadidlové stezky zanesených na seznamu světového dědictví UNESCO

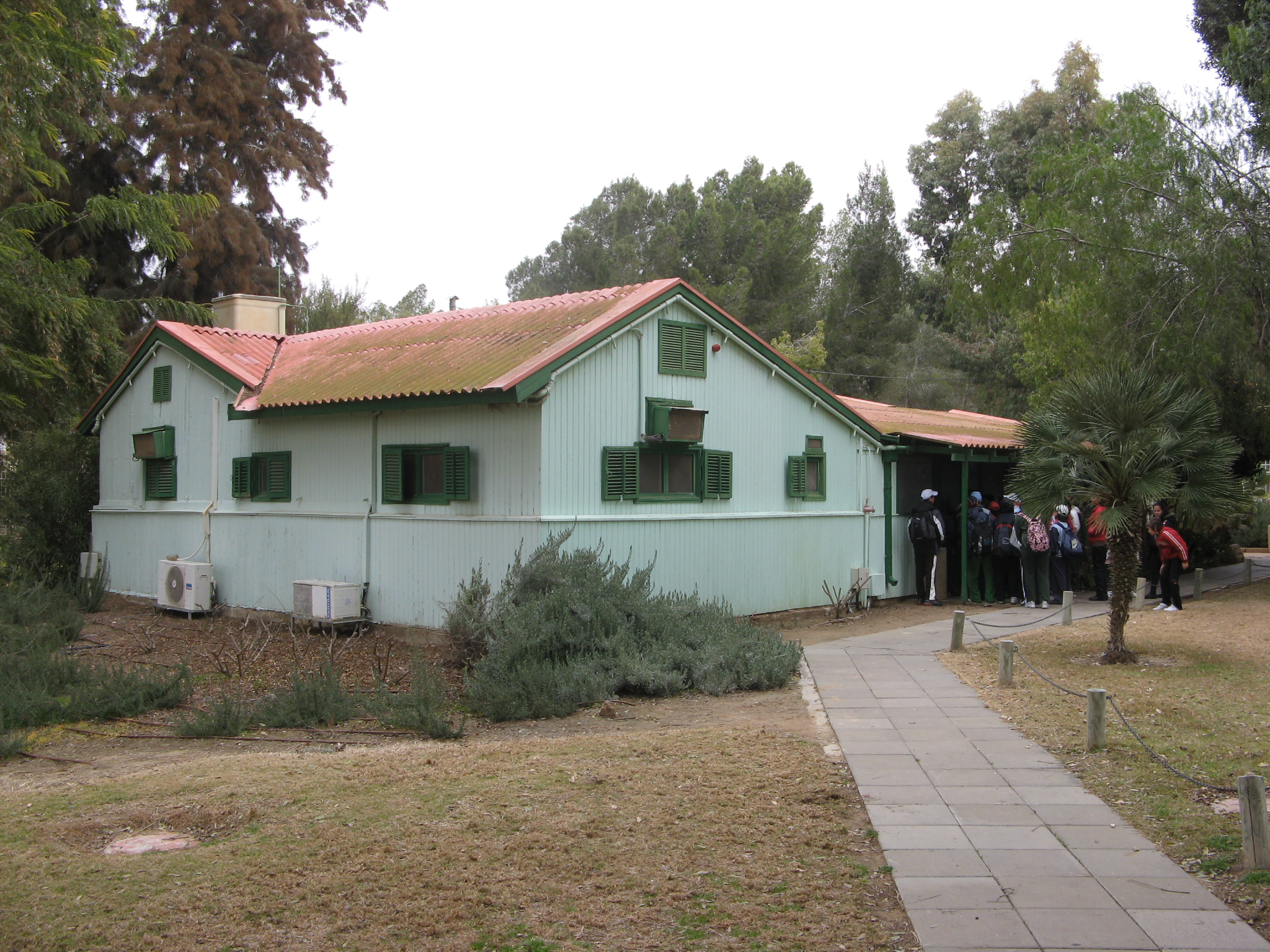
Kibuc Sde Boker, který je jedním z kibuců v této oblastní radě, byl sídlem izraelského premiéra Davida Ben Guriona

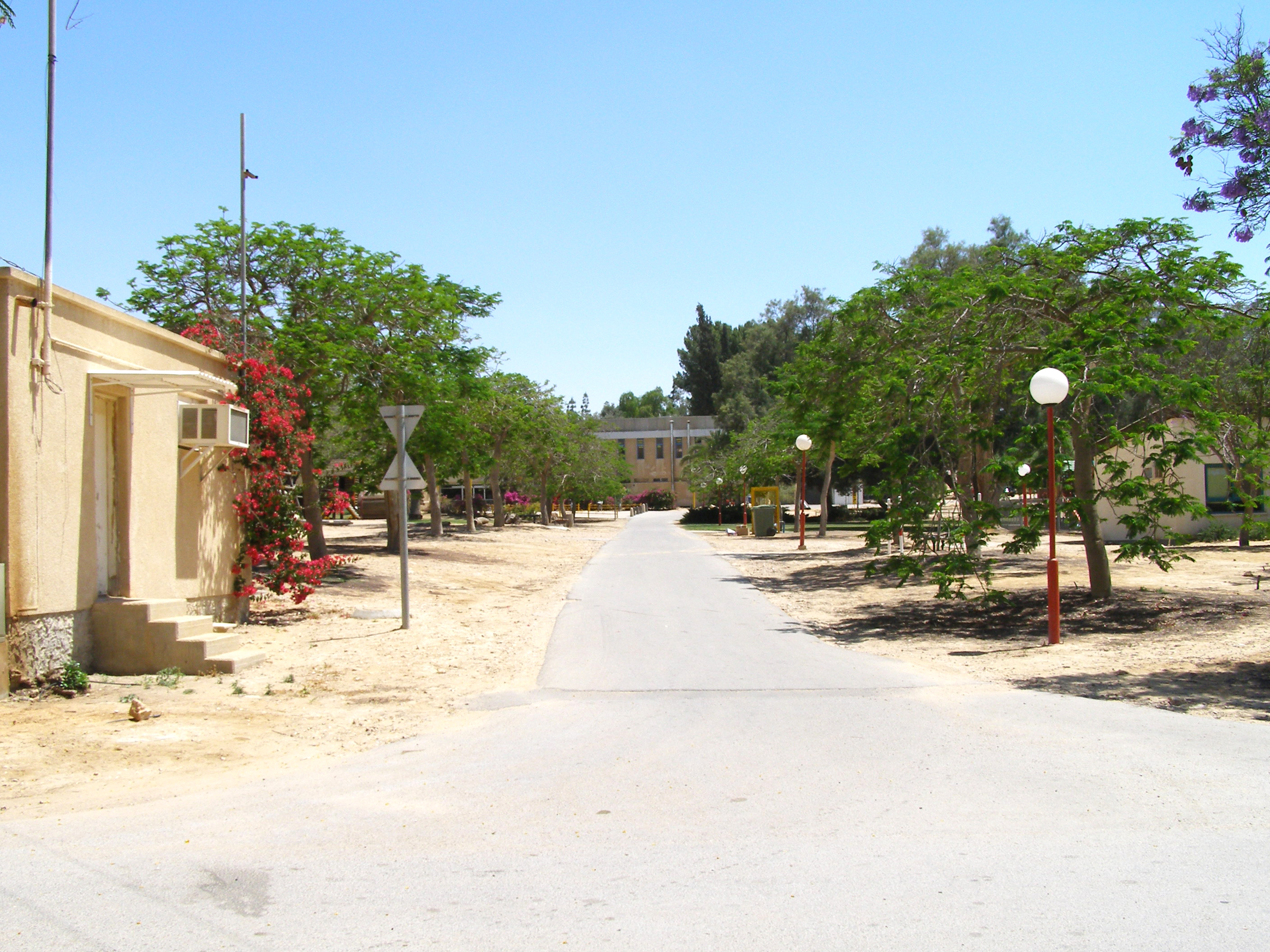
Kibuc Revivim

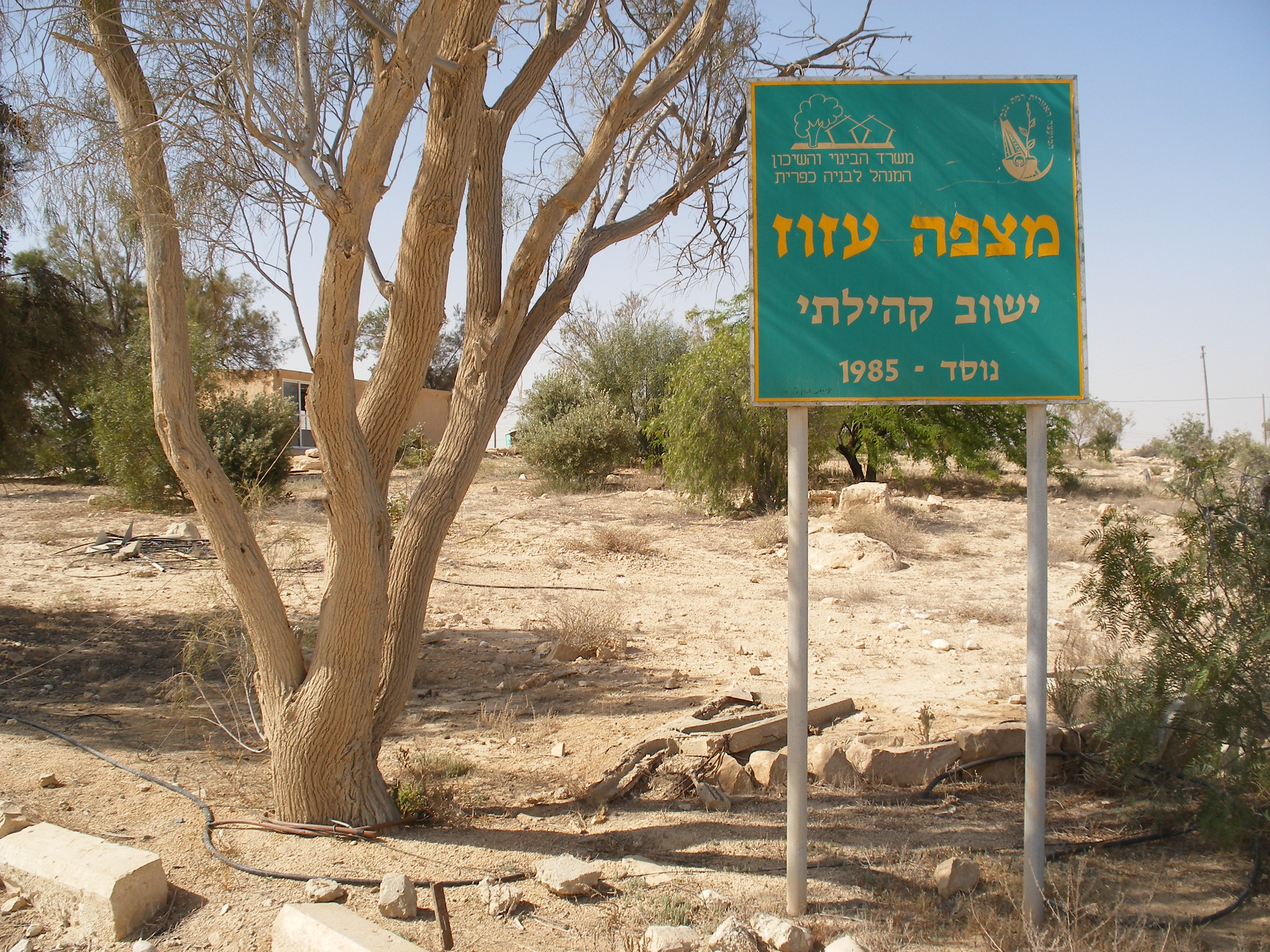
Vjezd do osady Ezuz

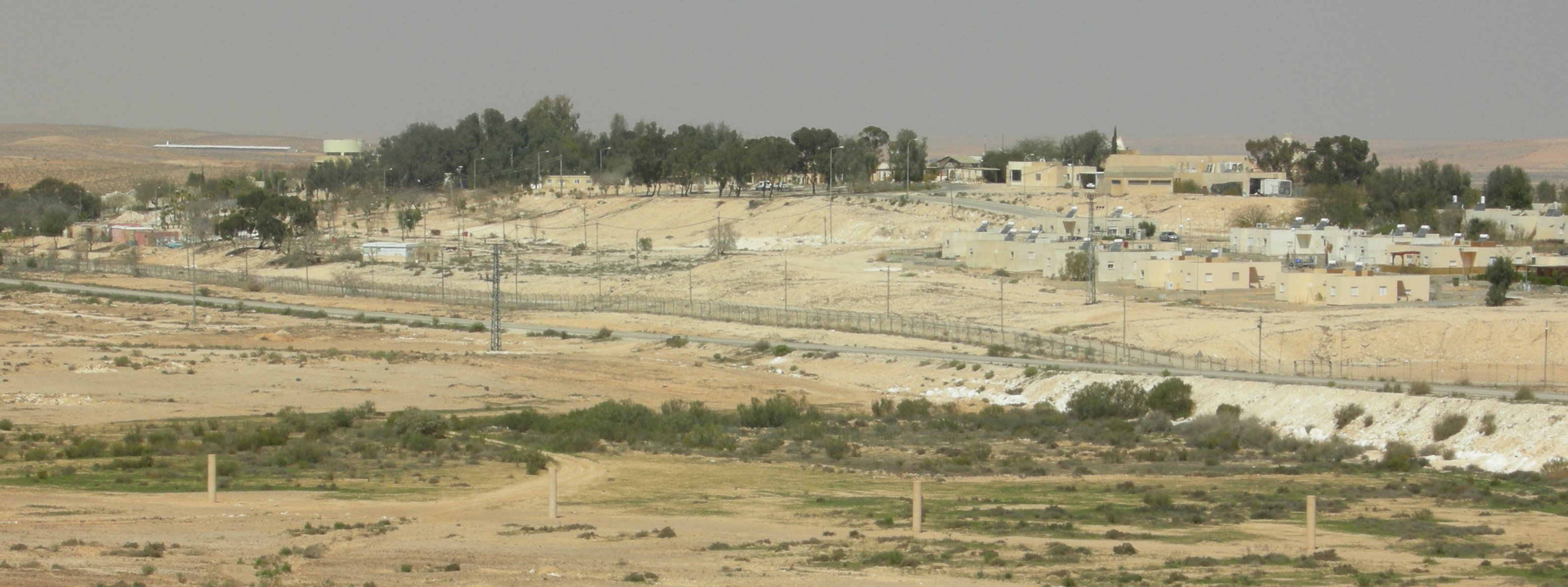
Pohled na vesnici Nicana od jihu

Na území oblastní rady se nachází mnoho turisticky navštěvovaných lokalit starověké provenience. Jedná se zejména o archeologické vykopávky včetně starověkých měst kadidlové stezky: Avdat, Chaluca, Tel Nicana, Šivta (tři z nich jsou na seznamu UNESCO) a několik geologicky unikátních kráterových útvarů, takzvaných machtešů.

## Moderní dějiny
Židovská sídelní síť zde začala vznikat až ve 2. polovině 20. století, tedy po válce za nezávislost a vzniku státu Izrael v roce 1948. Výjimkou jsou pouze dvě osady, které vznikly jako malé opěrné body již na sklonku britské vlády. Jde o vesnice Revivim (1943) a Maš'abej Sade (1947). Doplňování osídlení zde pokračuje do současnosti, jde stále o velmi řídce osídlenou pouštní krajinu.
Oblastní rada Ramat ha-Negev byla založena v roce 1954. Její jméno odkazuje na biblickou lokalitu Ramat-negeb zmiňovanou v Knize Jozue 19,8
Starostou rady je שמואל ריפמן – Šmu'el Rifman. Rada má velké pravomoci zejména v provozování škol, územním plánování a stavebním řízení nebo v ekologických otázkách. Sídlo úřadů oblastní rady se nachází v komplexu situovaném západně od vesnic Maš'abej Sade a Tlalim, při dálnici číslo 40.

## Seznam sídel
Oblastní rada Ramat ha-Negev zahrnuje jedenáct sídel, další sídla nejsou zatím administrativně uznána za samostatné obce ale mají separátní členský status v rámci oblastní rady. V Oblastní radě Ramat ha-Negev se nenacházejí žádná města a velkoměsta a jeho sídla se skládají výlučně z kibuců, mošavů a společných osad. Dvě z těchto sídel (Revivim a Sde Boker) jsou známá díky svým někdejším slavným obyvatelům, a to ministerské předsedkyni Goldě Meirové a ministerskému předsedovi Davidu Ben Gurionovi.
Kibucy
- Maš'abej Sade
- Retamim (nyní změněn na společnou osadu)
- Revivim
- Sde Boker
- Tlalim

Mošavy
- Be'er Milka
- Kmehin

Společné osady
- Ašalim
- Ezuz
- Merchav Am
- Midrešet Ben Gurion
- Nicana
- Nicanej Sinaj

Plánované
- Nicanit

## Demografie
Podle Centrálního statistického úřadu žilo v oblastní radě k roku 2007 celkem 6200 obyvatel a obyvatelstvo rady tvořili z 67,5 % Židé, z 20,9 % izraelští Arabové a 11,6 % ostatní. Roční přírůstek je 3,4%. K 31. prosinci 2014 žilo v Oblastní radě Ramat ha-Negev 6400 obyvatel. Z celkové populace bylo 5 700 Židů. Včetně statistické kategorie "ostatní" tedy nearabští obyvatelé židovského původu, ale bez formální příslušnosti k židovskému náboženství jich bylo 6 000.
Minimálně pětinu populace pak tvoří nežidovské obyvatelstvo, především rozptýlená arabská (respektive beduínská) populace. Ta je soustředěna zejména jižně od kibucu Revivim, kde leží rozsáhlý shluk rozptýlených příbytků v lokalitě zvané Bir Hadadž, kterou obývají cca 4000 polokočovných beduínů. Tato osada nebyla dlouho oficiálně uznána, přestože o to usilovali její obyvatelé i úřady Oblastní rady Ramat ha-Negev. Později se dočkala uznání a byla začleněna do Oblastní rady Abu Basma.
| Rok            | 1972  | 1983  | 1995  | 2006  | 2008  | 2009  | 2010  | 2011  | 2012  | 2013  | 2014  |
| -------------- | ----- | ----- | ----- | ----- | ----- | ----- | ----- | ----- | ----- | ----- | ----- |
| Počet obyvatel | 1 000 | 1 300 | 4 400 | 6 000 | 6 300 | 4 800 | 4 900 | 5 100 | 5 600 | 5 900 | 6 400 |